# NCR 코퍼레이션
NCR 코퍼레이션(NCR Corporation)은 다양한 ATM, POS시스템 및 기타 관련 장비를 제조, 판매하며 관련 서비스를 함께 제공하는 미국의 회사이다. 1884년에 National Cash Register라는 이름으로 오하이오주 데이턴 시에서 설립되었으며, 2009년 6월에는 본사를 조지아주 애틀랜타 시 인근으로 이전하였다.